# Víktor Buniakovski
Víktor Buniakovski (rus: Виктор Яковлевич Буняковский)  (Bar, 16 de desembre de 1804 - Sant Petersburg, 30 de novembre de 1889 (Julià)) fou un matemàtic rus.

## Vida i Obra
Buniakovski era fill d'un coronel de l'exèrcit que va morir a Finlàndia el 1809. Educat per un amic del seu pare, el comte Tormàsov, el 1820 va acompanyar el seu fill per continuar estudis a París. Allà va estudiar a la Sorbona, en la que es va doctorar el 1825, sota la tutoria de Cauchy.
El 1826 va retornar a Sant Petersburg on va exercir de professor de l'Escola de Cadets, de l'Acadèmia Naval i de l'Institut de Comunicacions. de 1846 a 1880 va ser professor de la universitat de Sant Petersburg. Els seus treballs de recerca, però, els va fer a l'Acadèmia de Ciències de Sant Petersburg de la que va ser successivament adjunt (el 1828), associat (el 1830), membre (el 1841) i vicepresident (el 1864), càrrec aquest darrer que va mantenir fins a la seva mort.

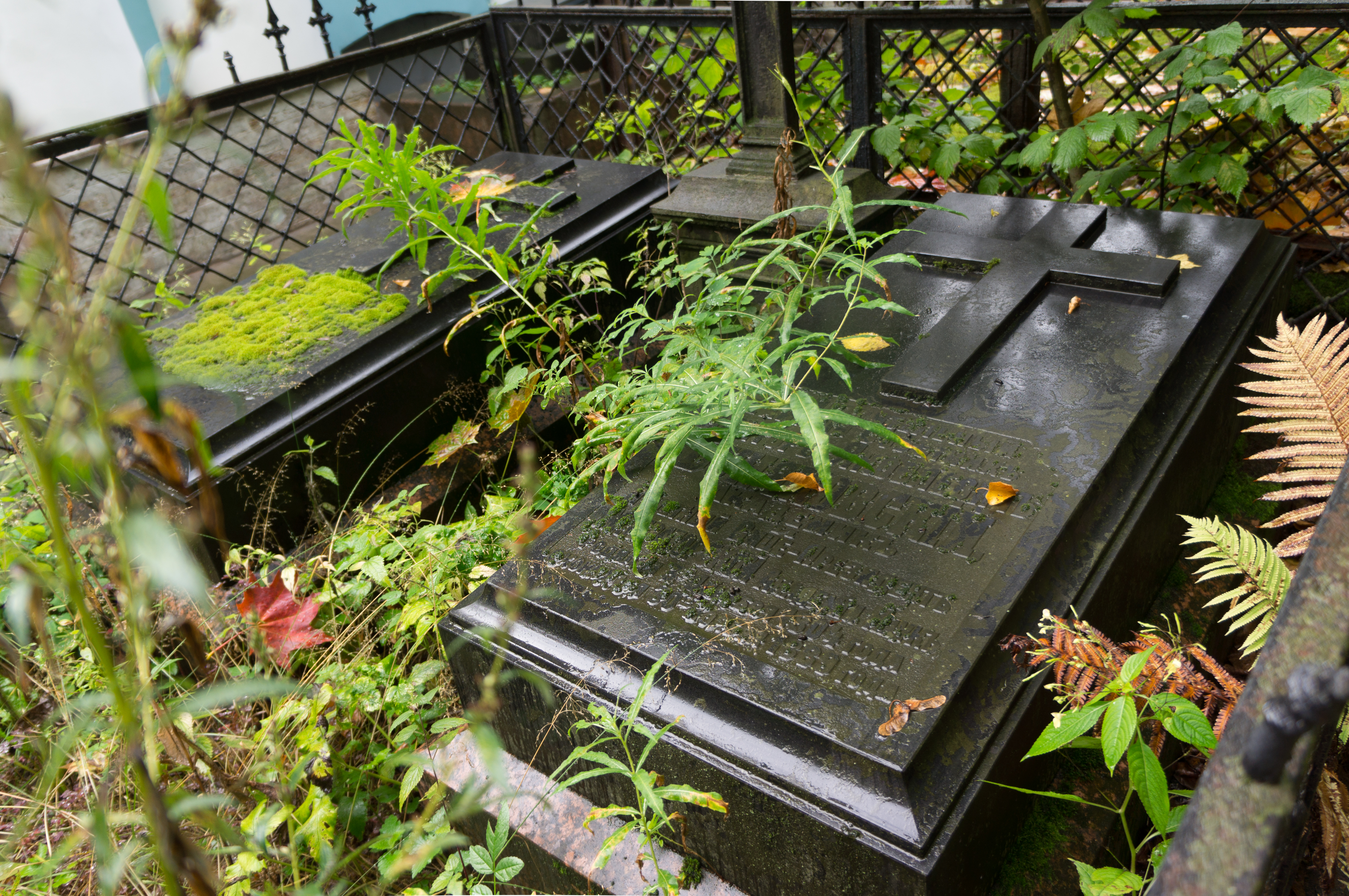
Tomba de Buniakovski al Cementiri Ortodox Smolensk de Sant Petersburg.

Entre d'altres camps de les matemàtiques, Buniakovski va treballar, sobre tot en teoria de nombres, anàlisi matemàtica i en teoria de la probabilitat.
Són famoses les aportacions que porten el seu nom de la conjectura de Bunyakovski (mai no demostrada) i la desigualtat de Cauchy-Bunyakovski-Schwarz. Les seves aportacions més originals són en teoria de la probabilitat, sobre la qual va publicar nombrosos articles, sobre l'estudi de problemes estadístics de la població de Rússia.